# Industriemuseum Geschichtswerkstatt Herrenwyk

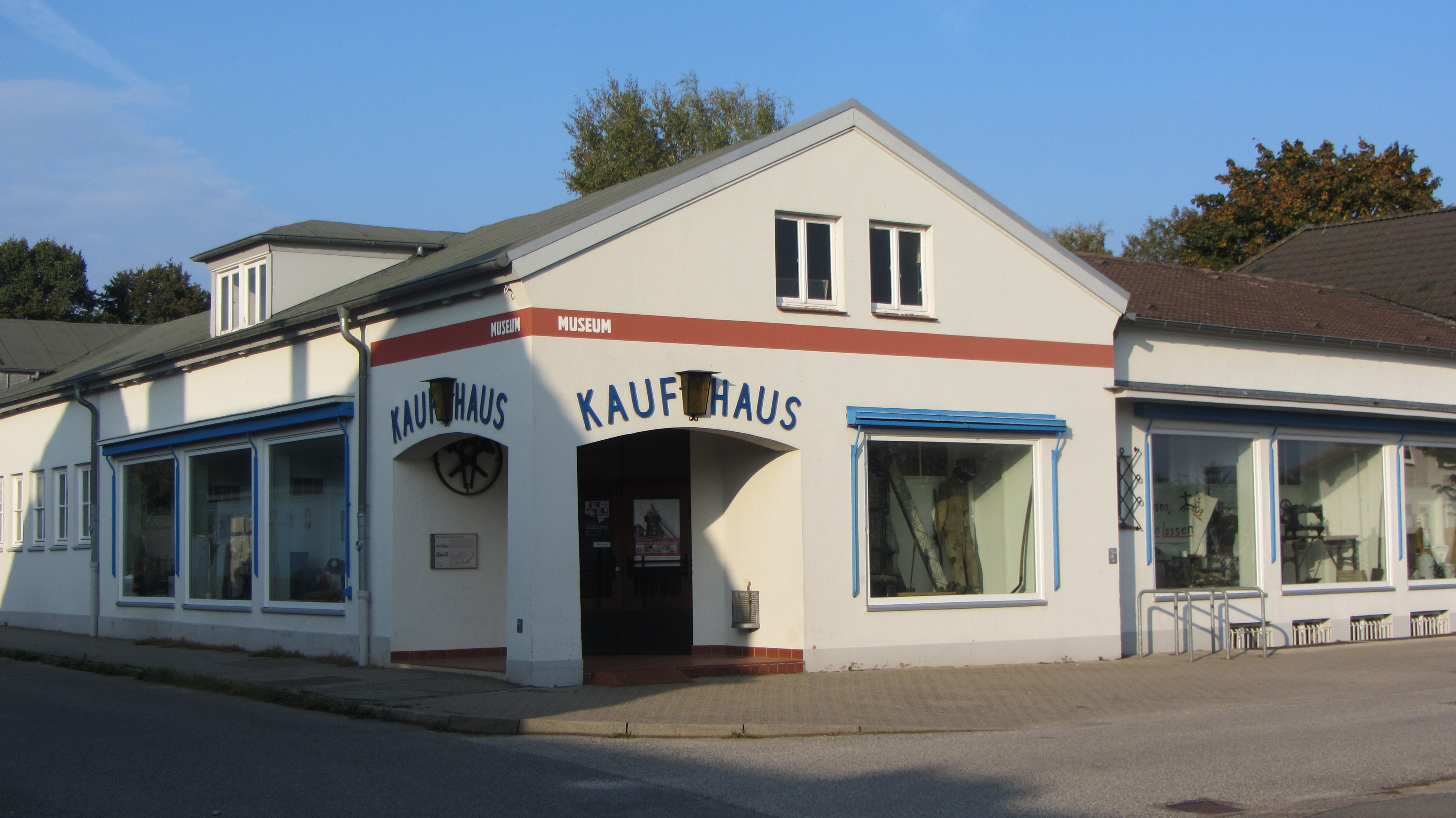
Industriemuseum Geschichtswerkstatt Herrenwyk

Das Industriemuseum Geschichtswerkstatt Herrenwyk im ehemaligen Kaufhaus der Hochofenwerk Lübeck AG in Lübeck-Herrenwyk dokumentiert die Arbeit im Hochofenwerk und das Leben der Arbeiter in der Werkskolonie mit Schwerpunkt in den 1920er und 1930er Jahren sowie Aufstieg und Niedergang der Flender-Werft. Die Geschichtswerkstatt erforscht und präsentiert die Lübecker Industriekultur und Arbeiterkultur insgesamt. Das Museum untersteht der Leitung durch die Kulturstiftung Hansestadt Lübeck. Die Vorgeschichte des Museums begann mit einer Ausstellung im Jahr 1983 durch das ehemalige Museum für Kunst und Kulturgeschichte der Hansestadt Lübeck. Der große Erfolg der Ausstellung zur Lübecker Arbeiterkultur führte dazu, dass das Kaufhaus seither als Museum mit Dauer- und Sonderausstellungen permanent betrieben wird. Das Museum wird seit Sommer 2017 durch Bettina Braunmüller, Neuzeitarchäologin und Volkskundlerin, geleitet.

## Ständige Sammlung
Es gibt eine Dokumentation zu den Lebensverhältnissen der Arbeiter, zu den politischen Strömungen, Vereinsgeschichte, einen Kaufmannsladen, eine Schmiede mit Werkzeug, die aktiv zu bestimmten Veranstaltungen genutzt wird, und einen Dampf-Schmiedehammer, die Produktion von U-Bootteilen und von Einmann-U-Booten bei den Flender-Werken. 

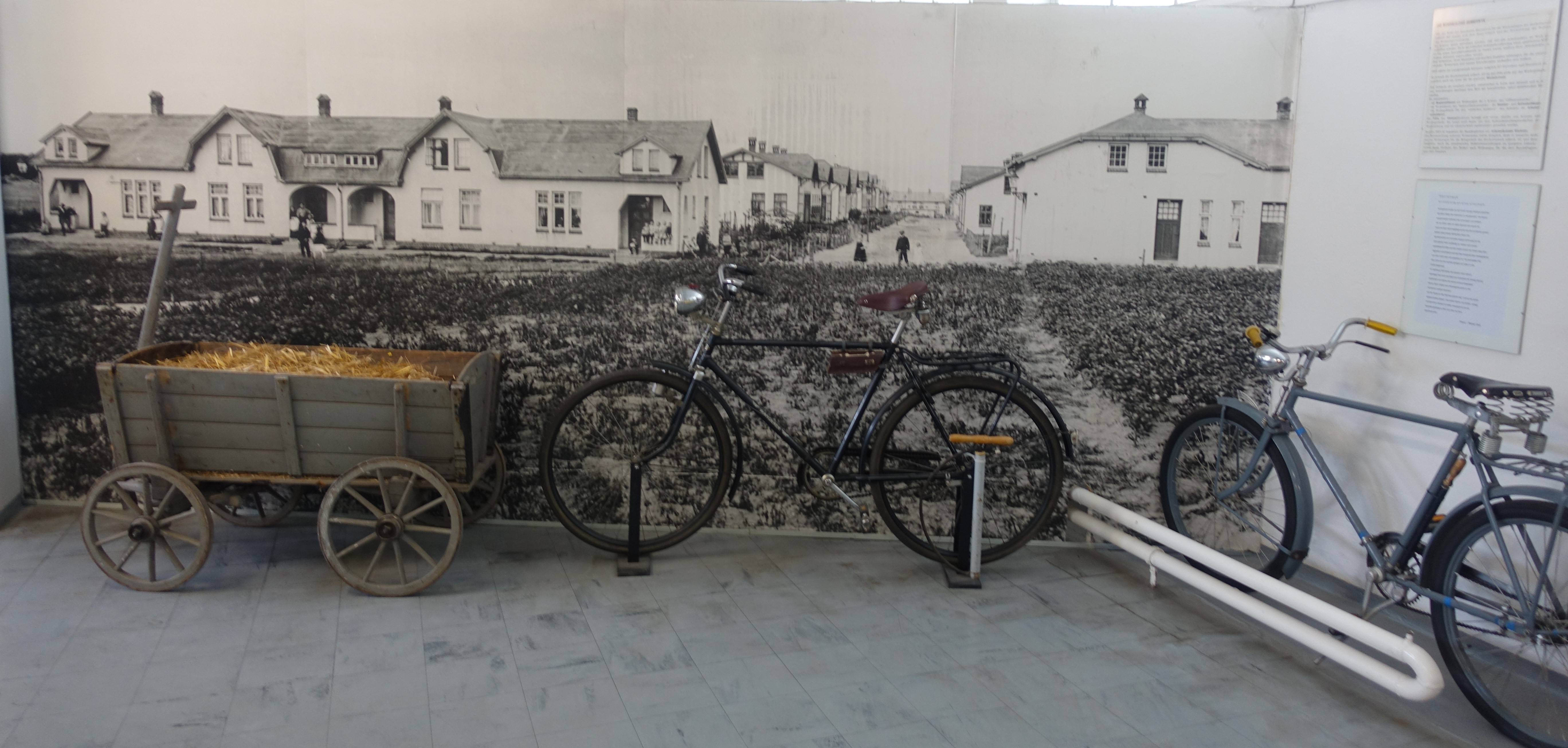
Arbeiterkolonie Herrenwyk in der Ausstellung
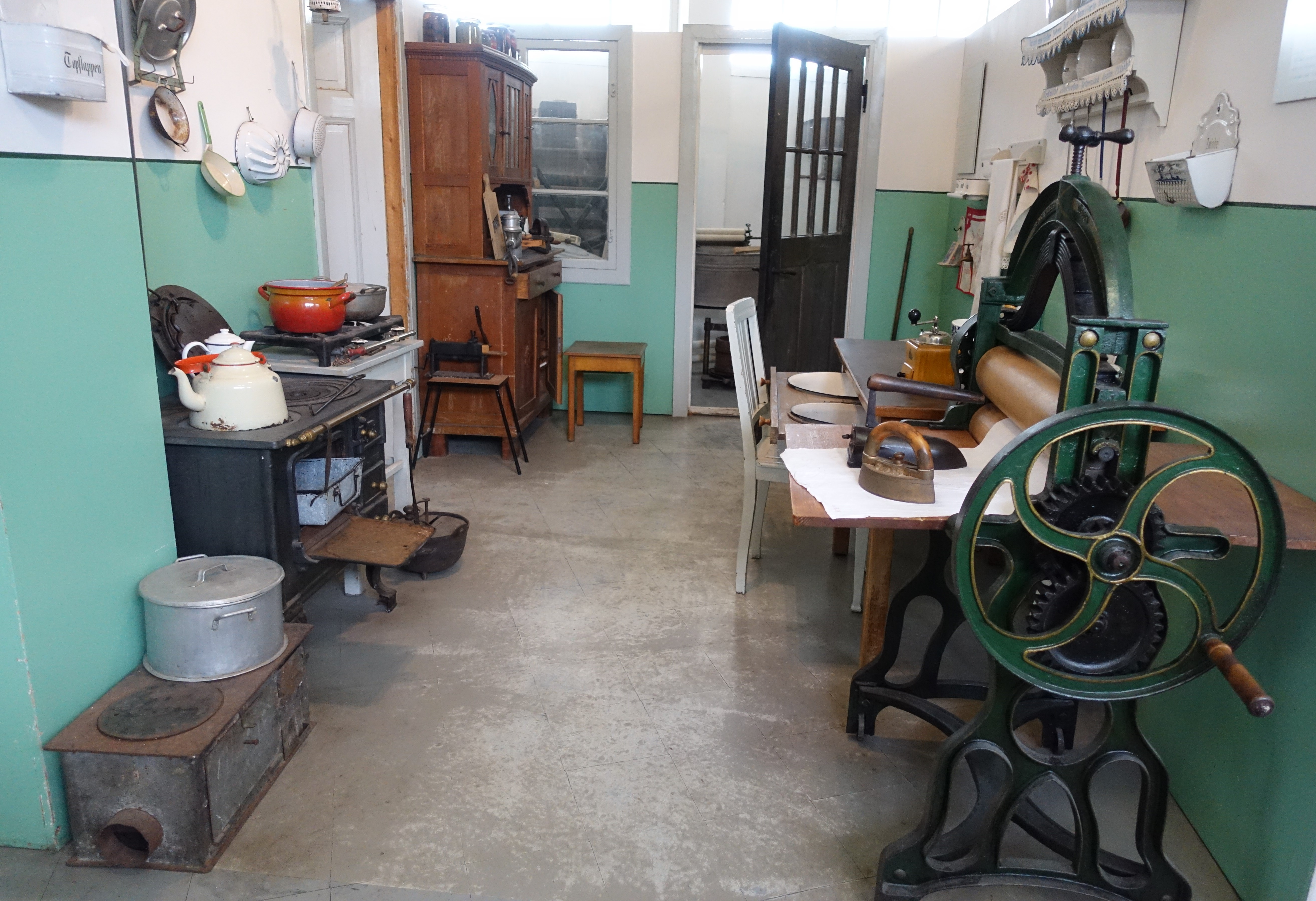
Küche in der Ausstellung
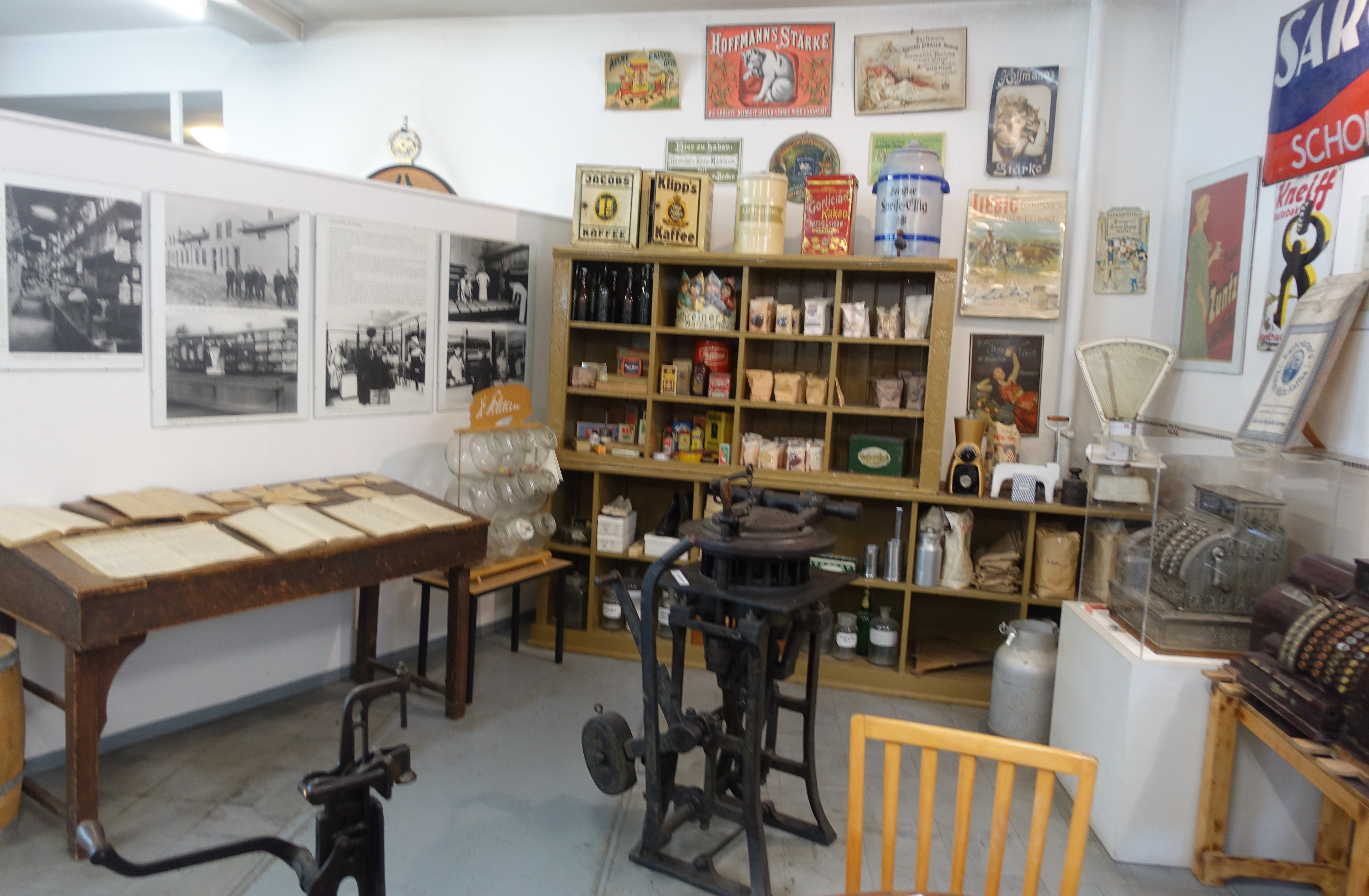
Kaufmannsladen
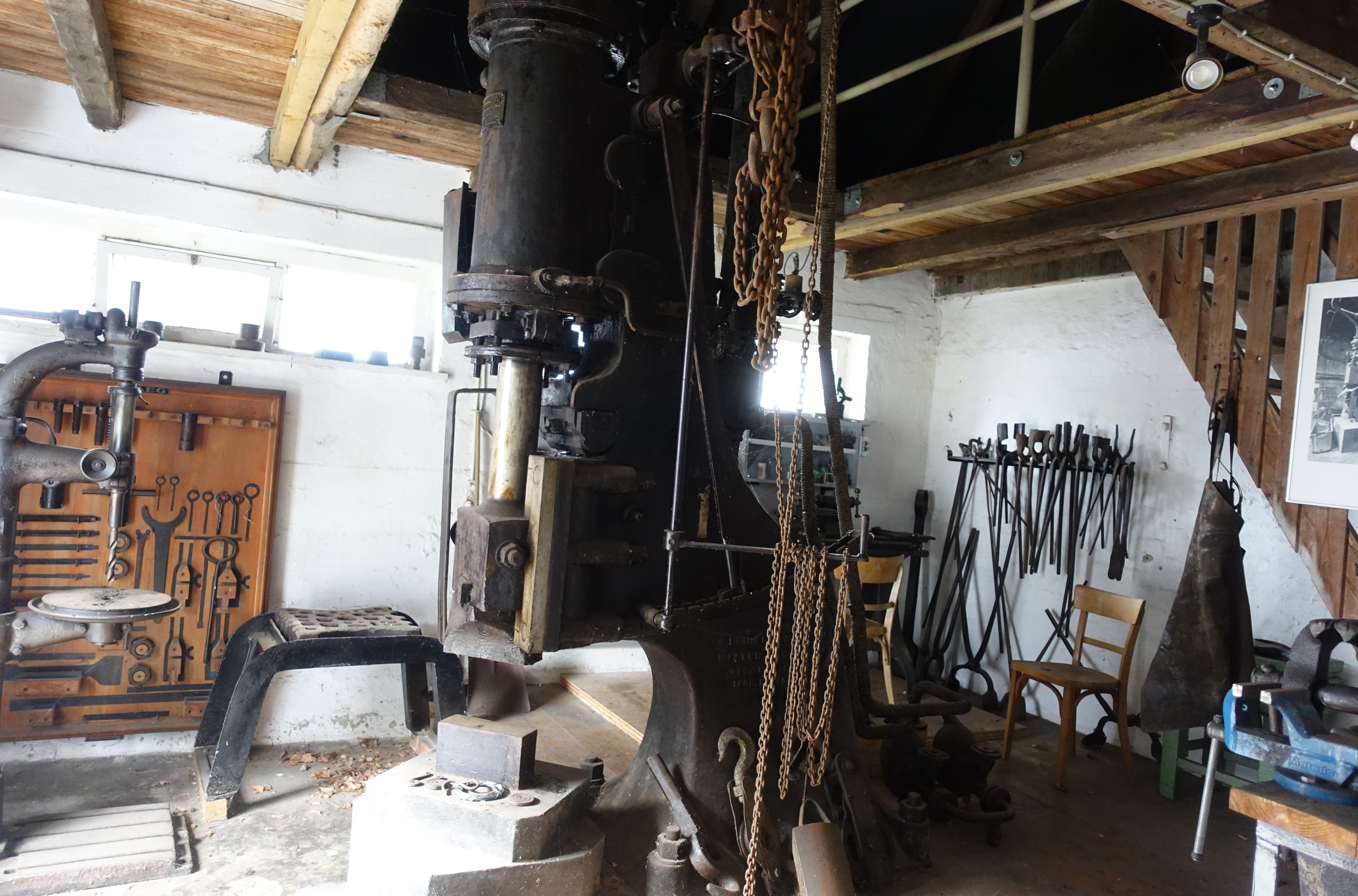
Schmiede im Museum
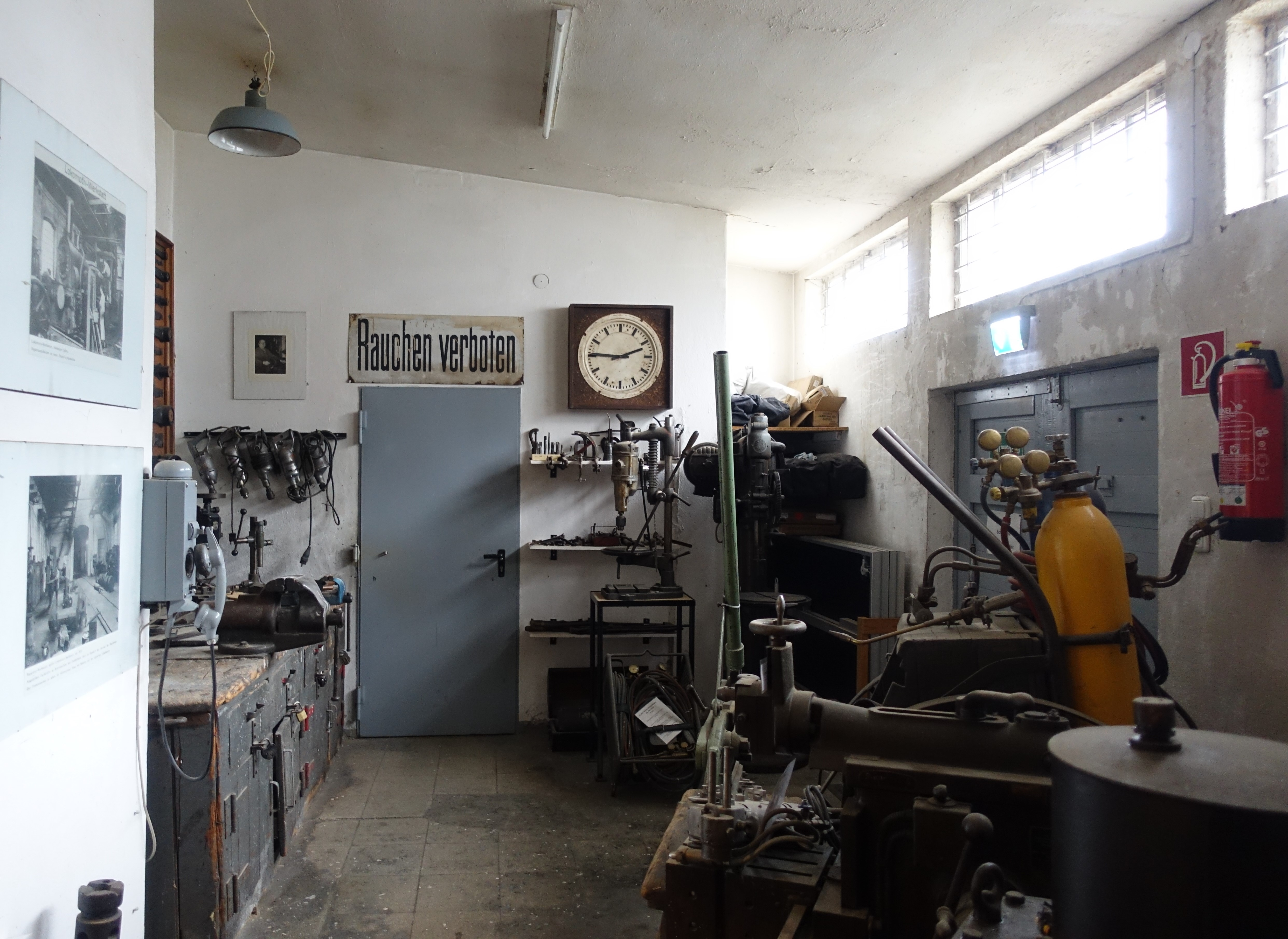
Reparaturwerkstatt um 1910
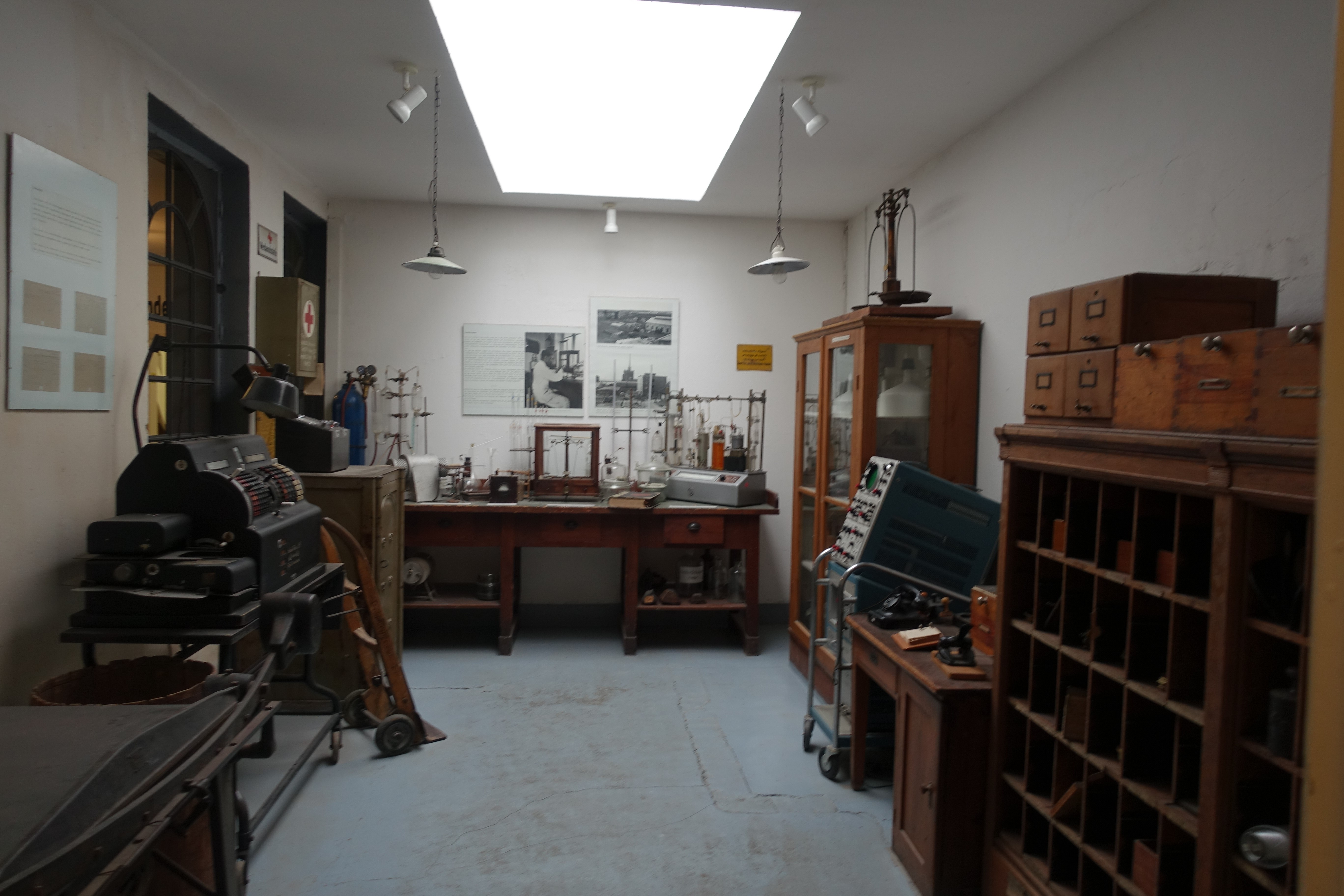
Das Labor
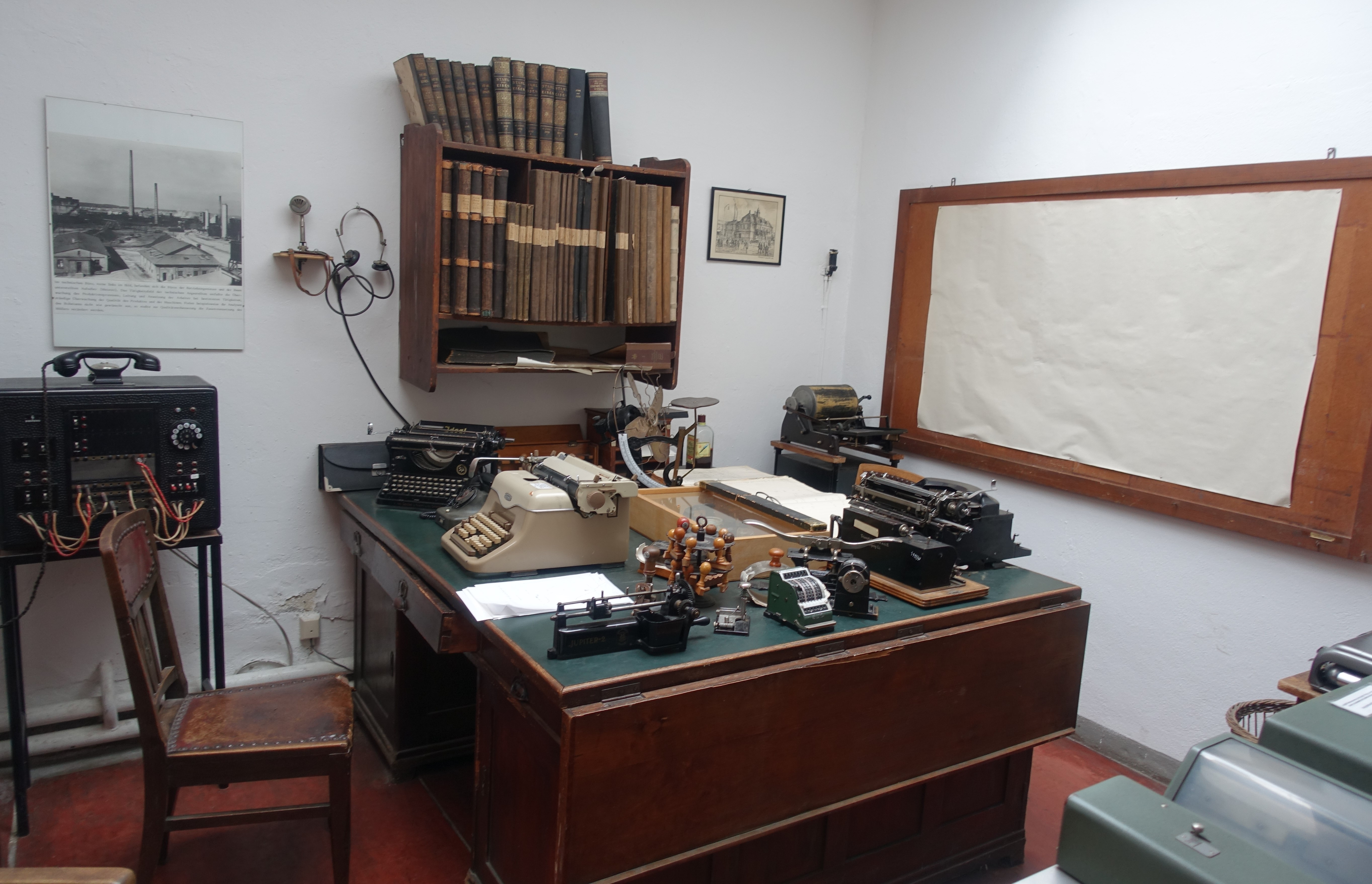
Büro im Werk

## Forschung Zwangsarbeit
In einem separaten Raum werden auf einer Karte die Industriebetriebe in Lübeck gezeigt, die im Zweiten Weltkrieg Zwangsarbeiter beschäftigten, auf einer anderen Karte die Lager der Zwangsarbeiter. Ferner sind Dokumente zu den Einzelschicksalen einiger Zwangsarbeiter in einer Loseblattsammlung einzusehen. Angehörige von Zwangsarbeitern in und um Lübeck suchen dort auch nach Spuren ihrer Angehörigen.

## Wechselausstellungen
- 30. Oktober 2011 bis 25. März 2012, „Die Lübecker Industrie im Werk Erich Gindlers (1903–1995)“ (Aquarelle und Ölbilder, die hauptsächlich die Werft der Firma Orenstein & Koppel, aber auch die Flender-Werft, das Hochofenwerk Lübeck und einige Bilder der Passat am Priwall in Travemünde zeigen).[2]
- 5. Mai bis  7. Oktober 2012, Sonderausstellung „100 Jahre Strandbahnhof Travemünde“[3]
- 7. Dezember bis 23. Dezember 2012, Sonderausstellung „Weihnachten in der Geschichtswerkstatt“
- 27. Oktober 2012 bis 10. Februar 2013, Sonderausstellung „Rückeroberung – Landschaftspark Duisburg-Nord und Zeche Zollverein, Essen“
- 24. Februar 2013 bis 2. Juni 2013, Fotoausstellung „Kücknitz einst und jetzt“
- 23. Juni 2013 bis 6. Oktober 2013, Sonderausstellung „Müll ist schön – Kunstinstallation von Michaela Berning-Tournier“
- 27. Oktober 2013 bis 23. Februar 2014, Sonderausstellung „Radios von gestern – 90 Jahre deutscher Rundfunk“
- 13. April bis 31. August 2014, Sonderausstellung „Herrenwyk – Heringsbucht – Silbern spricht der Fluss...“
- 6. Dezember bis 21. Dezember 2014, Sonderausstellung „Weihnachten in der Geschichtswerkstatt“
- 21. September 2014 bis 22. Februar 2015, Sonderausstellung „Oben und unten – Bilder aus der Arbeitswelt 1924-1935“
- 7. März bis 30. August 2015, Fotoausstellung „Lübeck – Stadt am Wasser“
- 4. Oktober 2015 bis 21. Februar 2016, Sonderausstellung „Art of Selfmade – Von der Notwendigkeit und Lust des Selbermachens“
- 6. März bis 5. Juni 2016, Sonderausstellung „Im Umkreis des Hochofens – Aquarellierte Zeichnungen von Holger Jörn“
- 10. Juli 2016 bis 15. Januar 2017, Sonderausstellung „Knopfmacher, Bootsbauer, Schriftsetzer – Werkzeuge alter Berufe“
- 29. Januar bis 28. Mai 2017, Fotoausstellung „Impressionen an der Werksbahn“
- 28. Oktober 2018 bis 28. April 2019, Ausstellung Vertrieben - Verloren - Verteilt. Drehscheibe Pöppendorf 1945 - 1951.
- 25. Juni 2021 bis 14. November 2021, Ausstellung GastArbeiter!?.
- 19. Februar 2024 bis 30. August 2024, Ausstellung Schiffbau in Lübeck - Hellinge, Krane, Dockbauplätze

## Archiv und Depots
In den umfangreichen Depots befinden sich Maschinen und Werkzeuge, Handwerkszeug und Gegenstände der Alltagskultur der Arbeiter sowie eine umfangreiche Spielzeugsammlung.
Das Archiv beinhaltet Fotos, Baupläne, Mitarbeiterkarteien und Tagebücher, z. B. Fotos des Hochofenwerks, der Flender-Werft und der Lübecker Maschinenbau Gesellschaft.